# 하이퍼 컨버지드 인프라스트럭처
하이퍼 컨버지드 인프라스트럭처(Hyper-converged infrastructure, HCI)는 기존 하드웨어 정의 시스템의 모든 요소를 가상화하는 소프트웨어 IT 인프라 접근방식이다. HCI에는 최소 가상화 컴퓨팅, 스토리지 및 네트워킹이 포함된다.
컨버지드 인프라스트럭처와 하이퍼 컨버지드 인프라의 가장 큰 차이점은 스토리지 영역 네트워크와 기본 스토리지 추상화가 하드웨어(컨버지드)가 아닌 소프트웨어(하이퍼컨버지드)에서 가상으로 구현된다는 것이다.

## 설명
하이퍼컨버전스는 서로 연결되고 패키징되는 개별 소프트웨어 정의 시스템에서 벗어나 모든 기능 요소가 하이퍼바이저를 통해 지원되는 요소의 융합을 통해 상용 COTS(기성품) 서버에서 실행되는 순수한 소프트웨어 정의 환경으로 발전한다. HCI 시스템은 일반적으로 직접 연결 스토리지를 갖춘 서버 시스템으로 구성된다. HCI에는 유사한 시스템을 함께 풀링하는 기능이 포함되어 있다. 모든 물리적 데이터 센터 리소스는 하드웨어 및 소프트웨어 계층 모두를 위한 단일 관리 플랫폼에 상주한다. 데이터 센터의 비효율성을 개선하고 데이터 센터의 총 소유 비용(TCO)을 줄이기 위해 연합 ID 관리와 함께 하이퍼바이저 수준의 모든 기능 요소 통합이 추진되었다.
하이퍼컨버지드 인프라의 잠재적인 영향은 기업이 더 이상 다양한 컴퓨팅 및 스토리지 시스템에 의존할 필요가 없다는 것이다. 그러나 모든 시장 부문에서 스토리지 어레이를 대체할 수 있다는 것을 입증하기에는 아직 이르다. 이는 관리를 더욱 단순화하고 적용되는 경우 리소스 활용률을 높일 가능성이 높다.

## 같이 보기
- 소프트웨어 정의 데이터 센터
- 클라우드 컴퓨팅
- 가상화